# Flugplatz Hella

i8
i11
i13
Der Flugplatz Hella (ICAO-Code: BIHL) liegt im Süden von Island in der Gemeinde Rangárþing ytra.
Der Flugplatz liegt etwa 1,5 km östlich des Ortes Hella und nördlich der Ringstraße .
Im April 1948 wurden damals drei Start- und Landebahnen mit Längen zwischen 500 und 800 m markiert.
1961 wurde die Nord-Süd-Landebahn (1036 × 50 m) mit einer Befeuerung ausgerüstet.
Hella war als Ausweichflugplatz für Keflavík und Reykjavík bei schlechtem Wetter vorgesehen.
Etwa ab Mitte des 20. Jahrhunderts wurde der Flugplatz Hella von Passagierflugzeugen der Gesellschaft Loftleiðir und später Flugfélags Íslands auf ihren Flügen zu den Vestmannaeyjar angeflogen.
Diese Verbindung wurde eingestellt, nachdem der Flugplatz Bakki eröffnet wurde.
Jetzt gibt es hier zwei Startbahnen  04/22: 1028 × 56 m und 11/29: 555 × 52 m.
Beide haben eine Grasoberfläche ung sind mit einer Landebahnbefeuerung ausgestattet.
Der Flugplatz verfügt über eine Passagierabfertigung sowie einen Hangar und ist auch für Krankentransportflüge gelistet.